# Aard el Borj
Aard el Borj är ett berg i Libanon.   Det ligger i guvernementet Nabatiye, i den sydvästra delen av landet, 70 kilometer söder om huvudstaden Beirut. Toppen på Aard el Borj är 671 meter över havet, eller 10 meter över den omgivande terrängen. Bredden vid basen är 0,25 km.
Terrängen runt Aard el Borj är huvudsakligen kuperad. Runt Aard el Borj är det ganska tätbefolkat, med 230 invånare per kvadratkilometer.. Närmaste större samhälle är Nabatîyé et Tahta, 18,6 kilometer norr om Aard el Borj. 
Trakten runt Aard el Borj består i huvudsak av gräsmarker.